# Schwellbrunn

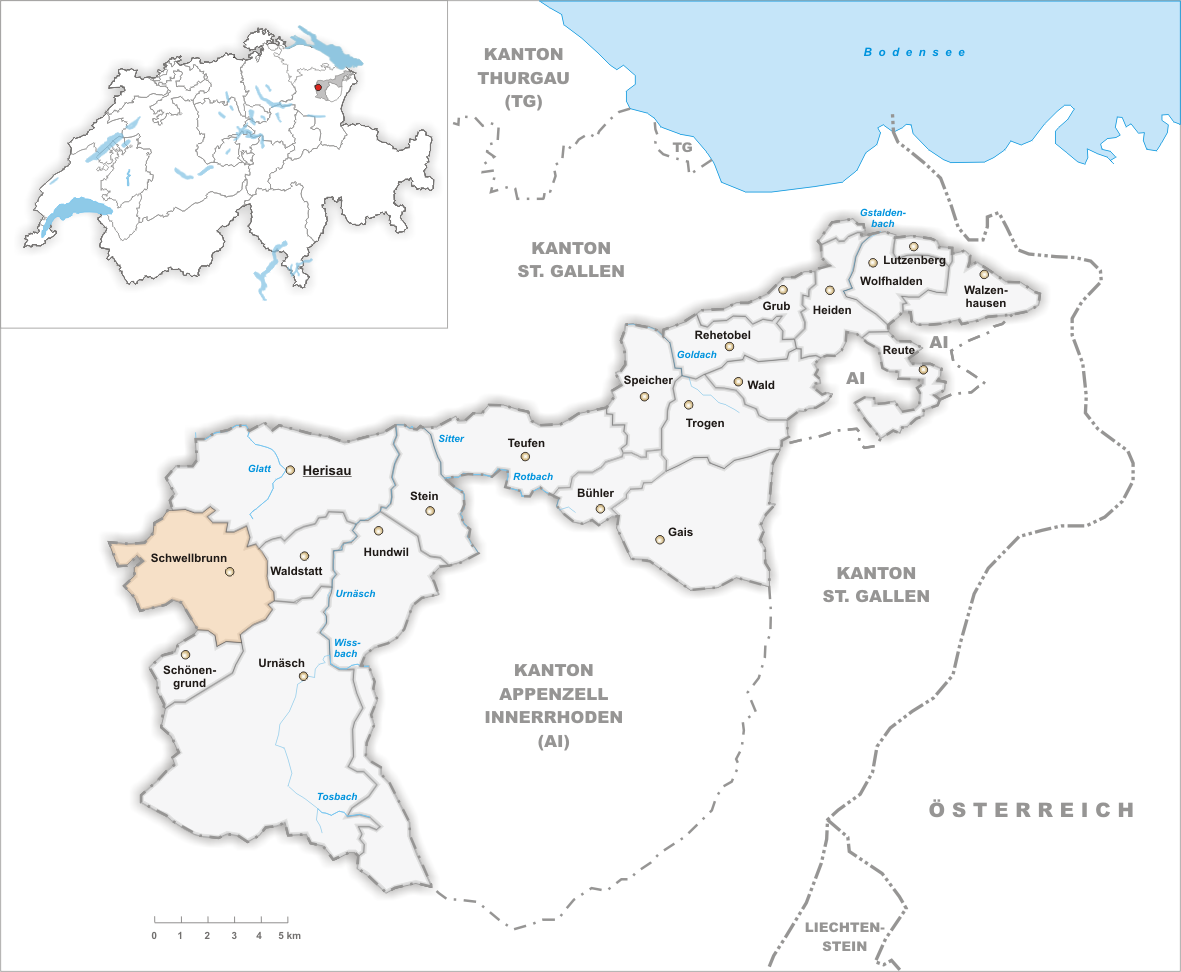

Schwellbrunn este un oraș în Elveția.